# Amager Open Water
Amager Open Water er et åbent vand-svømmearrangement arrangeret af KVIK Kastrup og Dansk Svømmeunion. Det er et arrangement for både motionister, triatleter og konkurrencesvømmere. Det fandt sted for første gang i 2006, hvor der var 17 deltagere til start. I 2009 var arrangementet vokset til 135 deltagere. Der svømmes 1000 m, 2000 m og 5000 m i kanalen og lagunen i Amager Strandpark. Siden 2008 har der været officielt Danmarksmesterskab i åbent vand på 5000 m samtidig med motionsarrangementet.